# 刘详
劉詳，五胡十六国時代後燕人物。
劉詳在後燕担任博士。386年三月，皇帝慕容垂想要追尊母亲蘭氏为文昭皇后，迁走文明段后的灵位，兰氏配享父亲太祖慕容皝。下詔令百官讨论此事，百官都认为应当。劉詳、董謐认为：「堯母慶都是嚳的第三妃，不因为尊贵就凌驾于第一妃姜嫄之上。聖王之道首先应该出以至公之心，文昭皇后应该另立别廟」。
慕容垂大怒，威胁他们。刘详、董谧说：“君主想要这样做，就不要询问臣下。臣按照经典奉行礼法，不敢考虑其他」。慕容垂于是就不再询问儒者，迁走文明皇后之位，以蘭氏代替。又因为慕容儁的皇后可足渾氏使社稷倾覆，追废她皇后之位，烈祖之廟追尊昭儀段氏为景德皇后配享。